# Repressione (Bardi)
Repressione è un dipinto a olio e sabbia su tela (115 x 141 cm) realizzato nel 1966 dal pittore italiano Mario Bardi presente presso il Museo del Novecento di Milano.

## Descrizione
Il dipinto di Bardi, appartenente alla corrente artistica del realismo magico, ritrae e denuncia il tema della Repressione dei popoli.
Il dipinto di Bardi è un'opera di denuncia sociale della condizione umana, storicizzata e nelle stesso tempo attuale e futura. L'opera analizza lo sfruttamento dell'uomo, attraverso l'iconografia Bardi configura i protagonisti che dominano la società e il mondo, un mondo feudale, pre-illuminista, deriso da leggi e costumi ironici quando non feroci della repressione. Che sopravvive ancora in maniera predatoria nascondendosi dietro le tentatrici maschere dell'ipocrisia. Il messaggio di Mario Bardi risuona vivo e legittimo, innervando la sua pittura.